# Солонці (заказник)
Солонці — ландшафтний заказник місцевого значення у Золотоніському районі Черкаської області.

## Опис
Площа 27,5399 га. Як об'єкт природно-заповідного фонду створено рішенням Черкаської обласної ради від 25.10.2019 року № 32-41/VII.
Розташовано в адміністративних межах Іркліївської сільської громади, за межами населеного пункту.
Під охороною перебуває територія в басейні річки Ірклій з багатим видовим складом рослинних угрупувань.
Землекористувач та землевласник — Іркліївська сільська громада.